# Aluminium(I)-iodid
Aluminium(I)-iodid ist eine chemische Verbindung aus Aluminium und Iod aus der Gruppe der Iodide.

## Gewinnung und Darstellung
Aluminium(I)-iodid kann in der Gasphase durch Reaktion von Aluminium(III)-iodid mit Aluminium gewonnen werden.

## Eigenschaften
Aluminium(I)-iodid ist bei Raumtemperatur aufgrund von Dismutation instabil. Es zersetzt sich dabei zu Aluminium(III)-iodid und Aluminium und bildet ein cyclisches Addukt mit Triethylamin.